# 호리 나오요리
호리 나오요리(일본어: 堀直寄, 1577년 ~ 1639년 7월 29일)는 아즈치모모야마 시대부터 에도 시대 초기까지의 무장, 다이묘이다. 에치고 사카토번주, 시나노 이야마 번주, 에치고 나가오카 번주, 동국 무라카미번 초대 번주를 지냈다.
호리 나오마사의 아들로 태어났다. 어머니는 나가사와 마쓰다이라가 출신으로 마쓰다이라 지카키요의 딸이다.
|  | 사카토번 번주 (호리가) 1598년 ~ 1610년 | 후임 폐번 |

| 전임 미나가와 히로테루 | 이야마 번 번주 (호리가) 1610년 ~ 1616년 | 후임 사쿠마 야스마사 |

|  | 에치고 나가오카 번 번주 (호리가) 1616년 ~ 1618년 | 후임 마키노 다다나리 |

| 전임 무라카미 다다카쓰 | 제1대 무라카미번 번주 (호리가) 1618년 ~ 1636년 | 후임 호리 나오쓰구 |